# Brooks Koepka
Brooks Koepka (* 3. května 1990) je americký profesionální golfista hrající turnaje LIV Golf. Je pětinásobným vítězem major turnajů a bývalou světovou jedničkou. Během své kariéry třikrát ovládl PGA Championship a dvakrát U.S. Open.

## Kariéra
Univerzitní golf hrál Koepka na Florida State University, kde vyhrál tři turnaje a kvalifikoval se jako amatér na U.S. Open, kde neprošel cutem. Posléze se stal profesionálem a začal hrát na turnajích Challenge Tour a European Tour. V roce 2015 vyhrál svůj první turnaj na PGA Tour, Phoenix Open. O dva roky později zaznamenal své první vítězství na majoru, když s náskokem 4 ran ovládl U.S. Open. O rok později se mu podařilo titul úspěšně obhájit. Úspěšný rok korunoval triumfy na PGA Championship a CJ Cupu, po kterých se stal novou světovou jedničkou. Titul z PGA Championship obhájil a znovu ho získal ještě v roce 2023. Od roku 2022 hraje turnaje LIV Golf.

## Profesionální vítězství

### Turnaje PGA Tour (9)
| Legenda                      |
| Major turnaje (5)            |
| World Golf Championships (1) |
| Ostatní turnaje PGA Tour (3) |

| No. | Rok  | Turnaj                            | Skóre                 | Náskok | Další v pořadí                              |
| --- | ---- | --------------------------------- | --------------------- | ------ | ------------------------------------------- |
| 1   | 2015 | Waste Management Phoenix Open     | −15 (71-68-64-66=269) | 1 rána | Hideki Matsuyama, Ryan Palmer, Bubba Watson |
| 2   | 2017 | U.S. Open                         | −16 (67-70-68-67=272) | 4 rány | Brian Harman, Hideki Matsuyama              |
| 3   | 2018 | U.S. Open (2)                     | +1 (75-66-72-68=281)  | 1 rána | Tommy Fleetwood                             |
| 4   | 2018 | PGA Championship                  | −16 (69-63-66-66=264) | 2 rány | Tiger Woods                                 |
| 5   | 2018 | CJ Cup                            | −21 (71-65-67-64=267) | 4 rány | Gary Woodland                               |
| 6   | 2019 | PGA Championship (2)              | −8 (63-65-70-74=272)  | 2 rány | Dustin Johnson                              |
| 7   | 2019 | WGC-FedEx St. Jude Invitational   | −16 (68-67-64-65=264) | 3 rány | Webb Simpson                                |
| 8   | 2021 | Waste Management Phoenix Open (2) | −19 (68-66-66-65=265) | 1 rána | Lee Kyoung-hoon, Xander Schauffele          |
| 9   | 2023 | PGA Championship (3)              | −9 (72-66-66-67=271)  | 2 rány | Viktor Hovland, Scottie Scheffler           |

Statistiky v playoff na PGA Tour (0–1)
| No. | Rok  | Turnaj            | Soupeř        | Výsledek                                |
| --- | ---- | ----------------- | ------------- | --------------------------------------- |
| 1   | 2016 | AT&T Byron Nelson | Sergio García | Prohrál proti paru na první extra-jamce |

### Turnaje European Tour (7)
| Legenda                           |
| Major turnaje (5)                 |
| World Golf Championships (1)      |
| Série Race to Dubai finals (1)    |
| Ostatní turnaje European Tour (0) |

| No. | Rok  | Turnaj                          | Skóre                 | Náskok | Další v pořadí                    |
| --- | ---- | ------------------------------- | --------------------- | ------ | --------------------------------- |
| 1   | 2014 | Turkish Airlines Open           | −17 (69-67-70-65=271) | 1 rána | Ian Poulter                       |
| 2   | 2017 | U.S. Open                       | −16 (67-70-68-67=272) | 4 rány | Brian Harman, Hideki Matsuyama    |
| 3   | 2018 | U.S. Open (2)                   | +1 (75-66-72-68=281)  | 1 rána | Tommy Fleetwood                   |
| 4   | 2018 | PGA Championship                | −16 (69-63-66-66=264) | 2 rány | Tiger Woods                       |
| 5   | 2019 | PGA Championship (2)            | −8 (63-65-70-74=272)  | 2 rány | Dustin Johnson                    |
| 6   | 2019 | WGC-FedEx St. Jude Invitational | −16 (68-67-64-65=264) | 3 rány | Webb Simpson                      |
| 7   | 2023 | PGA Championship (3)            | −9 (72-66-66-67=271)  | 2 rány | Viktor Hovland, Scottie Scheffler |

### Turnaje Japan Golf Tour (2)
| No. | Rok  | Turnaj                        | Skóre                 | Náskok | Další v pořadí                                    |
| --- | ---- | ----------------------------- | --------------------- | ------ | ------------------------------------------------- |
| 1   | 2016 | Dunlop Phoenix Tournament     | −21 (65-70-63-65=263) | 1 rána | Yuta Ikeda                                        |
| 2   | 2017 | Dunlop Phoenix Tournament (2) | −20 (65-68-64-67=264) | 9 ran  | Lee Sang-hee, Prayad Marksaeng, Xander Schauffele |

### Turnaje Challenge Tour (4)
| No. | Rok  | Turnaj                         | Skóre                 | Náskok | Další v pořadí                                        |
| --- | ---- | ------------------------------ | --------------------- | ------ | ----------------------------------------------------- |
| 1   | 2012 | Challenge de Catalunya         | −16 (68-67-65=200)*   | 3 rány | Alessandro Tadini                                     |
| 2   | 2013 | Montecchia Golf Open           | −23 (66-67-62-66=261) | 7 ran  | Agustín Domingo                                       |
| 3   | 2013 | Fred Olsen Challenge de España | −24 (64-66-64-66=260) | 10 ran | Luis Claverie, Édouard Dubois, Bernd Ritthammer       |
| 4   | 2013 | Scottish Hydro Challenge       | −18 (70-66-62-68=266) | 3 rány | An Byeong-hun, Andrea Pavan, Steven Tiley, Sam Walker |

*Poznámka: Turnaj Challenge de Catalunya v roce 2012 byl zkrácen na 54 jamek kvůli dešti

### Turnaje LIV Golf (5)
| No. | Rok  | Turnaj                        | Skóre              | Náskok  | Další v pořadí               |
| --- | ---- | ----------------------------- | ------------------ | ------- | ---------------------------- |
| 1   | 2022 | LIV Golf Invitational Jeddah1 | −12 (62-67-69=198) | Playoff | Peter Uihlein                |
| 2   | 2023 | LIV Golf Orlando1             | −15 (65-65-68=198) | 1 rána  | Sebastián Muñoz              |
| 3   | 2023 | LIV Golf Jeddah1 (2)          | −14 (66-62-68=196) | Playoff | Talor Gooch                  |
| 4   | 2024 | LIV Golf Singapore            | −15 (66-64-68=198) | 2 rány  | Marc Leishman, Cameron Smith |
| 5   | 2024 | LIV Golf Greenbrier           | −19 (64-64-63=191) | Playoff | Jon Rahm                     |

1Turnaj je i součástí MENA Tour
Statistiky v playoff na LIV Golf (1–0)
| No. | Rok  | Turnaj                       | Soupeř        | Výsledek                                |
| --- | ---- | ---------------------------- | ------------- | --------------------------------------- |
| 1   | 2022 | LIV Golf Invitational Jeddah | Peter Uihlein | Vyhrál díky birdie na třetí extra-jamce |
| 2   | 2023 | LIV Golf Jeddah              | Talor Gooch   | Vyhrál díky birdie na druhé extra-jamce |
| 3   | 2024 | LIV Golf Greenbrier          | Jon Rahm      | Vyhrál díky paru na první extra-jamce   |